# Rwanda na Letnich Igrzyskach Paraolimpijskich 2012
Rwandę na Letnich Igrzyskach Paraolimpijskich 2012 w Londynie reprezentowało 14 zawodników. Był to czwarty start reprezentacji Rwandy na Letnich igrzyskach paraolimpijskich.

## Kadra

### Lekkoatletyka
Mężczyźni
| Zawodnik             | Konkurencja          | Eliminacje | Eliminacje | Finał         | Finał         |
| Zawodnik             | Konkurencja          | Czas       | Miejsce    | Czas          | Miejsce       |
| -------------------- | -------------------- | ---------- | ---------- | ------------- | ------------- |
| Hermas Muvunyi       | bieg na 400 m (T46)  | 49.75      | 1. Q       | 49.59 AF      | 5.            |
| Hermas Muvunyi       | bieg na 800 m (T46)  | 1:58.18    | 2. Q       | DSQ           | DSQ           |
| Theoneste Nsengimana | bieg na 1500 m (T46) | 4:08.83    | 8.         | Nie awansował | Nie awansował |

### Podnoszenie ciężarów
Mężczyźni
| Zawodnik            | Kategoria  | Wynik  | Miejsce |
| ------------------- | ---------- | ------ | ------- |
| Theogene Hakizimana | do 82,5 kg | 175 kg | 10.     |

### Siatkówka na siedząco
Reprezentacja Rwandy zajęła ostatnie miejsce w grupie B, przegrywając wszystkie spotkania w pierwszej fazie turnieju. Reprezentacja nie awansowała do fazy finałowej i zakończyła udział w turnieju paraolimpijskim na ostatnim miejscu.
Skład kadry
| Nr | Zawodnik                |
| -- | ----------------------- |
| 1  | Dominique Bizimana      |
| 2  | James Rutikanga         |
| 3  | Vincent Tuyisenge       |
| 4  | Jean Rukundo            |
| 6  | Jean Baptiste Murema    |
| 7  | Callixte Twagirayezu    |
| 8  | Jean Bosco Ngizwenimana |
| 9  | Jean Baptiste Gahamanyi |
| 10 | Fulgence Hagenimana     |
| 11 | Eric Ngirinshuti        |
| 15 | Emile Vuningabo         |